# Festival di Cannes 1971
La 24ª edizione del Festival di Cannes si è svolta a Cannes dal 12 al 27 maggio 1971.
La giuria presieduta dall'attrice francese Michèle Morgan ha assegnato il Grand Prix per il miglior film a Messaggero d'amore di Joseph Losey e il premio speciale per il 25º anniversario del Festival al regista italiano Luchino Visconti.

## Selezione ufficiale

### Concorso
- La guardia bianca (Beg), regia di Aleksandr Aleksandrovič Alov e Vladimir Naumov (Unione Sovietica)
- Apokal, regia di Paul Anczykowski (Germania)
- La Califfa, regia di Alberto Bevilacqua (Francia/Italia)
- La barca sull'erba (Le Bateau sur l'herbe), regia di Gérard Brach (Francia)
- Animale bolnave, regia di Nicolae Breban (Romania)
- Le notti boccaccesche di un libertino e di una candida prostituta (Raphaël ou le débauché), regia di Michel Deville (Francia)
- Taking Off, regia di Miloš Forman (USA)
- Pindorama, regia di Arnaldo Jabor (Brasile)
- Wake in Fright, regia di Ted Kotcheff (Australia/USA)
- Messaggero d'amore (The Go-Between), regia di Joseph Losey (Gran Bretagna)
- Amore (Szerelem), regia di Károly Makk (Ungheria)
- Il soffio al cuore (Le Souffle au coeur), regia di Louis Malle (Francia/Italia/Germania)
- Per grazia ricevuta, regia di Nino Manfredi (Italia)
- Sacco e Vanzetti, regia di Giuliano Montaldo (Italia/Francia)
- Yami no naka no chimimoryo, regia di Kō Nakahira (Giappone)
- Loot, regia di Silvio Narizzano (Gran Bretagna)
- Yellow 33 (Drive, He Said), regia di Jack Nicholson (USA)
- Goya, historia de una soledad, regia di Nino Quevedo (Spagna)
- Mira, regia di Fons Rademakers (Belgio/Paesi Bassi)
- Gli sposi dell'anno secondo (Les Mariés de l'an II), regia di Jean-Paul Rappeneau (Francia)
- L'inizio del cammino (Walkabout), regia di Nicolas Roeg (Australia)
- Panico a Needle Park (The Panic in Needle Park), regia di Jerry Schatzberg (USA)
- E Johnny prese il fucile (Johnny Got His Gun), regia di Dalton Trumbo (USA)
- Morte a Venezia, regia di Luchino Visconti (Italia/Francia)
- Joe Hill, regia di Bo Widerberg (Svezia)
- Vita di famiglia (Zycie rodzinne), regia di Krzysztof Zanussi (Polonia)

### Fuori concorso
- Les Amis, regia di Gérard Blain (Francia)
- Le troiane (The Trojan Women), regia di Michael Cacoyannis (Gran Bretagna/USA/Grecia)
- Unico indizio: una sciarpa gialla (La Maison sous les arbres), regia di René Clément (Francia/Italia)
- Narcissus, regia di Peter Foldes (Francia)
- Le Feu sacré, regia di Vladimir Forgency (Francia)
- La cronaca di Hellstrom (The Hellstrom Chronicle), regia di Walon Green e Ed Spiegel (USA)
- Gimme Shelter, regia di Albert e David Maysles e Charlotte Zwerin (USA)
- Le Chasseur, regia di François Reichenbach (Francia)

## Settimana internazionale della critica
- Viva la muerte, regia di Fernando Arrabal (Tunisia/Francia)
- Ich liebe dich, ich töte dich, regia di Uwe Brandner (Germania)
- Le Moindre geste, regia di Jean-Pierre Daniel, Fernand Deligny e Josée Manenti (Francia)
- Büntetöexpedíció, regia di Dezsö Magyar (Ungheria)
- Breathing Together: Revolution of the Electric Family, regia di Morley Markson (Canada)
- Trash - I rifiuti di New York (Trash), regia di Paul Morrissey (USA)
- Bronco Bullfrog, regia di Barney Platts-Mills (Gran Bretagna)
- Loving Memory, regia di Tony Scott (Gran Bretagna)
- Question de vie, regia di André Théberge (Canada)
- Les Passagers, regia di Annie Tresgot (Algeria)

## Quinzaine des Réalisateurs
- L'assassino di Fred Hampton (The Murder of Fred Hampton), regia di Howard Alk (USA)
- Valparaiso, Valparaiso, regia di Pascal Aubier (Francia)
- Cleopatra, regia di Michel Auder (USA)
- L'Acadie, L'Acadie, regia di Michel Brault e Pierre Perrault (Canada)
- The Past That Lives, regia di Philo Bregstein (Paesi Bassi)
- Voldtekt, regia di Anja Breien (Gran Bretagna/Norvegia)
- O Anjo Nasceu, regia di Júlio Bressane (Brasile)
- Quattro notti di un sognatore (Quatre nuits d'un reveur), regia di Robert Bresson (Francia)
- ¿Ni vencedores ni vencidos?, regia di Alberto Cabado e Naum Spoliansky (Argentina)
- Moi, Schizo, regia di Antônio Calmon (Brasile)
- Er i bange?, regia di Henning Carlsen (Danimarca)
- Puntos suspensivos o Esperando a los bárbaros, regia di Edgardo Cozarinsky (Brasile/Argentina)
- Faut aller parmi l'monde pour le savoir, regia di Fernand Dansereau (Canada)
- Los testigos, regia di Charles Elsesser (Cile)
- Pionieri a Ingolstadt (Pioniere in Ingolstadt), regia di Rainer Werner Fassbinder (Germania)
- A Fable, regia di Al Freeman Jr. (USA)
- Troppo piccolo per una guerra tanto grande (Prea mic pentru un razboi atît de mare), regia di Radu Gabrea (Romania)
- México, la revolución congelada, regia di Raymundo Gleyzer (Argentina/USA)
- Umut, regia di Şerif Gören e Yilmaz Güney (Turchia)
- Os Deus E Os Mortos, regia di Ruy Guerra (Brasile)
- Makin' It, regia di Simon Hartog (Gran Bretagna)
- Mathias Kneissl, regia di Reinhard Hauff (Germania)
- Fata Morgana, regia di Werner Herzog (Germania)
- Uccellini orfani e pazzi (Vtackovia, siroty a blazni), regia di Juraj Jakubisko (Jugoslavia/Francia)
- Agnus dei (Égi bárány), regia di Miklós Jancsó (Ungheria)
- Festival Panafricain, regia di William Klein (Algeria)
- Dziura w ziemi, regia di Andrzej Kondratiuk (Polonia)
- Staféta, regia di András Kovács (Ungheria)
- La Fin des Pyrénées, regia di Jean-Pierre Lajournade (Francia)
- Mare's Tail, regia di David Larcher (Gran Bretagna)
- Les Maudits sauvages, regia di Jean Pierre Lefebvre (Canada)
- Wanda, regia di Barbara Loden (USA)
- L'uomo che fuggì dal futuro (THX 1138), regia di George Lucas (USA)
- W.R. - Misterije organizma, regia di Dušan Makavejev (Jugoslavia/Germania)
- Badou Boy, regia di Djibril Diop Mambéty (Senegal)
- Gaav, regia di Dariush Mehrjui (Iran)
- Léa l'hiver, regia di Marc Monnet (Francia)
- Lenz, regia di George Moorse (Germania)
- La cerimonia (Gishiki), regia di Nagisa Ōshima (Giappone)
- Storia segreta del dopoguerra: dopo la guerra di Tokyo (Tokyo senso sengo hiwa), regia di Nagisa Ōshima (Giappone)
- Como Era Gostoso o Meu Francês, regia di Nelson Pereira dos Santos (Brasile)
- Le Maître du temps, regia di Jean-Daniel Pollet (Francia/Brasile)
- Equinozio, regia di Maurizio Ponzi (Italia)
- Cuadecuc, vampir, regia di Pere Portabella (Spagna)
- Du côté d'Orouët, regia di Jacques Rozier (Francia)
- L'improvvisa ricchezza della povera gente di Kombach (Der plötzliche Reichtum der armen Leute von Kombach), regia di Volker Schlöndorff (Germania)
- E non liberarci dal male (Mais ne nous délivrez pas du mal), regia di Joël Séria (Francia)
- Goin' Down the Road, regia di Donald Shebib (Canada)
- The Machine, regia di A. Shermann e J. Rozenberg (Svizzera)
- Bröder Carl, regia di Susan Sontag (Svezia)
- Voto más fusil, regia di Helvio Soto (Cile)
- La salamandra (La Salamandre), regia di Alain Tanner (Svizzera)
- Bang Bang, regia di Andrea Tonacci (Brasile)
- Seikozu, regia di Kōji Wakamatsu (Giappone)

## Giuria
- Michèle Morgan, attrice (Francia) - presidente
- Pierre Billard, giornalista (Francia)
- Michael Birkett, produttore (Gran Bretagna)
- Anselmo Duarte, regista (Brasile)
- István Gaál, regista (Ungheria)
- Sergio Leone, regista (Italia)
- Aleksandar Petrović, regista (Jugoslavia)
- Maurice Rheims, scrittore (Francia)
- Erich Segal, scrittore (USA)

## Palmarès
- Grand Prix: Messaggero d'amore (The Go-Between), regia di Joseph Losey (Gran Bretagna)
- Premio del 25º anniversario: Luchino Visconti per Morte a Venezia e la sua intera opera
- Grand Prix Speciale della Giuria: E Johnny prese il fucile (Johnny Got His Gun), regia di Dalton Trumbo (USA) ex aequo Taking Off, regia di Miloš Forman (USA)
- Premio della giuria: Joe Hill, regia di Bo Widerberg (Svezia) ex aequo Amore (Szerelem), regia di Károly Makk (Ungheria)
- Prix d'interprétation féminine: Kitty Winn - Panico a Needle Park (The Panic in Needle Park), regia di Jerry Schatzberg (USA)
- Prix d'interprétation masculine: Riccardo Cucciolla - Sacco e Vanzetti, regia di Giuliano Montaldo (Italia/Francia)
- Premio per la migliore opera prima: Per grazia ricevuta, regia di Nino Manfredi (Italia)
- Grand Prix tecnico: La cronaca di Hellstrom (The Hellstrom Chronicle), regia di Walon Green e Ed Spiegel (USA)
- Premio FIPRESCI: E Johnny prese il fucile (Johnny Got His Gun), regia di Dalton Trumbo (USA)
- Premio OCIC: Amore (Szerelem), regia di Károly Makk (Ungheria)